# The Tiki Bar Is Open
The Tiki Bar Is Open è un album in studio del cantautore statunitense John Hiatt, pubblicato nel 2001.

## Tracce
1. Everybody Went Low – 3:20
2. Hangin' Round Here – 3:09
3. All The Lilacs In Ohio – 3:37
4. My Old Friend – 3:50
5. I Know A Place – 3:26
6. Something Broken – 3:12
7. Rock Of Your Love – 3:15
8. I'll Never Get Over You – 3:38
9. The Tiki Bar Is Open – 4:40
10. Come Home To You – 3:52
11. Farther Stars – 8:49